# 安妮莎·麦克劳林-惠尔比
安妮莎·麦克劳林-惠尔比（英語：Anneisha McLaughlin-Whilby，1986年1月6日—）是一名牙买加女子短跑运动员。她曾代表牙买加队参加2016年里约奥运，结果在女子4×400米接力项目上夺得亚军。